# Umiavut (schip, 1988)
De Umiavut is een vrachtschip van bevrachtingskantoor Spliethoff. De thuishaven van dit schip is Amsterdam. Dit schip wordt 's winters door de Eskimo's gebruikt. Op dit schip staan 2 kranen die elk 50 ton kunnen hijsen.
Het schip werd gebouwd als de Kapitan Silin voor Kapitan Silin Shipping Co. Ltd., Limassol, Cyprus en werd geregistreerd in Vladivostok, USSR. Het werd in februari 1992 verkocht aan C.V. Scheepvaartonderneming Lindengracht, Amsterdam, kreeg de naam Lindengracht onder Nederlandse vlag. In juni 2000 werd het schip verkocht aan Umialarik Transportation Inc. (Transport Umialarik Inc.), Iqualuit, Canada en kreeg het de huidige naam.